# Angelo Fabroni

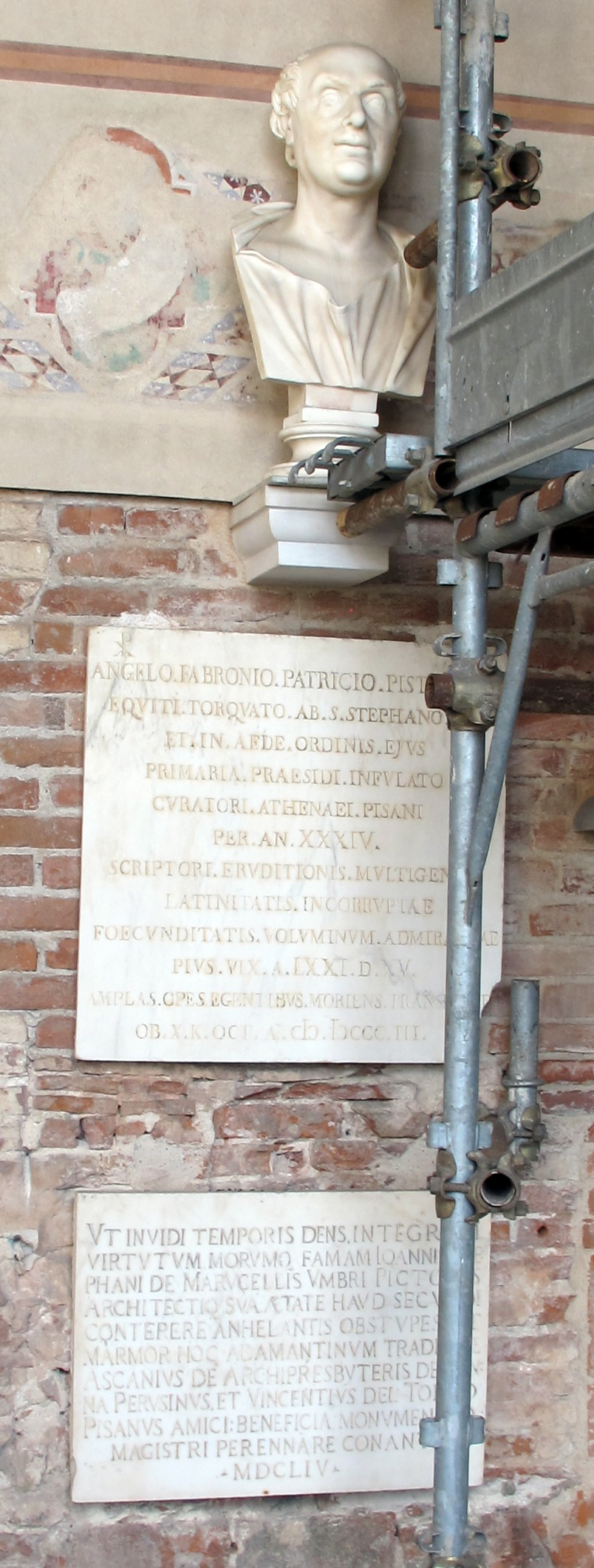
Angelo Fabroni, Camposanto in Pisa

Angelo Fabroni (* 7. September 1732 in Marradi, Toskana; † 22. September 1803 in Pisa) war ein toskanischer Biograf, Literaturhistoriker und Erzieher der Söhne von Großherzog Leopold von Toskana. Er erwarb sich Verdienste um die Literaturgeschichte seines Vaterlandes durch seine auf Latein verfassten Publikationen.

## Leben
Angelo Fabroni wurde als letztes von elf Kinder von Alessandro und Giacinta Fabroni geboren. Die Familie gehörte zur Oberschicht von Pistoia.
Er erhielt eine sorgfältige humanistische Erziehung und studierte zunächst Rhetorik und Latein in Faenza. Danach besuchte er in Rom ein Kolleg, an dem aus der Toskana stammende Studenten ausgebildet wurden. Nach Abschluss des Studiums blieb er in Rom, wo er Giovanni Gaetano Bottari (1689–1775) kennenlernte, der an der Sapienza unterrichtete, Bibliothekar der Biblioteca Corsiniana und Kustode der Vatikanischen Bibliothek war. Bottari vermittelte ihm eine Kanoniker-Stelle in Santa Maria in Trastevere. Nachdem er in der päpstliche Kapelle vor Papst Benedikt XIV. gepredigt hatte, setzte ihm der Papst ein Jahresstipendium aus, das es ihm ermöglicht, sich vollständig seinen Studien zu widmen.
Durch die Freundschaft mit Bottari, der ein Anhänger der Jansenisten war, begann Fabroni sich mit Fragen der Theologie zu befassen und übersetzte in der Folge eine Reihe von Texten französischer Philosophen und Theologen, die den Jansenisten nahestanden ins Italienische, z. B. Le bonheur de la mort chrétienne. Retrait de huit jours (1689) von Pasquier Quesnel, die Principes et règles de la vie chrétienne von Nicolas Letourneux (1640–1686) oder die Maximes der Madeleine de Souvré, die er mit einem ausführlichen Kommentar versah. Diese Nähe zu den Jansenisten brachten ihm Konflikte mit den Jesuiten ein.
Um 1772 unternahm der eine Reise nach Paris und nahm Kontakt zu den Exponenten der französischen Aufklärung auf, so zu Condorcet, Diderot, d’Alembert oder Rousseau und reiste anschließend für vier Monate nach London, wo er Benjamin Franklin kennenlernte. 1773 kehrte er in die Toskana zurück.
Im Alter von fast 70 Jahren zog er sich in ein Kloster der Franziskaner bei Lucca zurück. Er starb nach längerer Krankheit in Pisa und wurde in der Kirche Santo Stefano dei Cavalieri bestattet. Im Camposanto Monumentale erinnern zwei Marmortafeln und eine Marmorbüste an Fabroni.

## Werke (Auswahl)
- Vitae Italorum doctrina excellentium qui saeculis XVII et XVIII floruerunt. 20 vol., Pisa, 1778–1799, 1804–1805;
- Laurentii Medicei Magnifici Vita (2 vol., Pisa, 1784);
- Historiae Academicae Pisanae, Volumen I, Pisis 1794 … Volumen II, ibid. 1792; … Vol. III, ibid. 1795;
- Leonis X pontificis maximi Vita. Pisa, 1797.
- Francisci Petrarchæ vita. Parma, Bodoni, 1799.
- Elogi di Dante Alighieri, di Angelo Poliziano, di Lodovico Ariosto, e di Torq. Tasso. Parma 1800.